# Laptew-Straße
Die (Dmitri)-Laptew-Straße (russisch Пролив Дмитрия Лаптева) ist eine Wasserstraße, die die Ljachow-Inseln vom nordsibirischen Festland trennt. Die Laptew-Straße ist 155 km lang, zwischen 50 und 61 km breit und zwischen 11 und 16 m tief. Sie verbindet die Laptew- und die Ostsibirische See und ist die meiste Zeit des Jahres zugefroren.
Benannt ist sie nach dem russischen Polarforscher Dmitri Jakowlewitsch Laptew.
Die Gebiete zu beiden Seiten der Laptew-Straße gehören zur russischen Republik Sacha (früher Jakutien).